# پلاونا
پلاونا (به صربی: Plavna) یک منطقهٔ مسکونی در صربستان است که در Bač Municipality واقع شده‌است. پلاونا ۱٬۳۹۲ نفر جمعیت دارد.